# Mandarim-pintado
O mandarim-pintado (Synchiropus picturatus), é uma espécie de mandarim nativo do Indo-Pacífico, sendo uma espécie muito procurada pelos aquaristas. Possuem um corpo esverdeado com manchas aneladas de laranja e preto. Na época de acasalamento, os machos exibem sua crista para atrair as fêmeas. Vivem sobre o substrato arenoso ou coralino de recifes de coral, próximos de cavernas e fendas.
É uma espécie nativa do Indo-Pacífico, podendo ser encontrado nas Filipinas para Malásia e Indonésia para o nordeste da Austrália, incluindo Papua Nova Guiné.